# Осока колхідська
Осока колхідська (Carex colchica) (синонім: осока луарська — Carex ligerica) — вид рослин родини осокові (Cyperaceae), поширений у Європі, західній і центральній Азії.

## Опис
Багаторічна трав'яниста рослина 20–50 см заввишки. Кореневище із запахом кумарину, 2–3 мм в діаметрі. Стебла зверху тупо-3-гранні. Піхви листків 2–2.5 мм в діаметрі. Суцвіття з 3–6 коричневих колосків. Мішечки 4–4.5 мм завдовжки, яйцюваті, вгорі на краях із зазубреними крилами 0.2–0.3 мм завширшки, попереду з 10–18 жилками (з опуклого боку).

## Поширення
Поширений у Європі, західній і центральній Азії.
В Україні зростає на піщаних степах, схилах, незадернованних пісках — на всій території (крім Карпат) звичайний, в Поліссі, мабуть, зрідка.

## Галерея

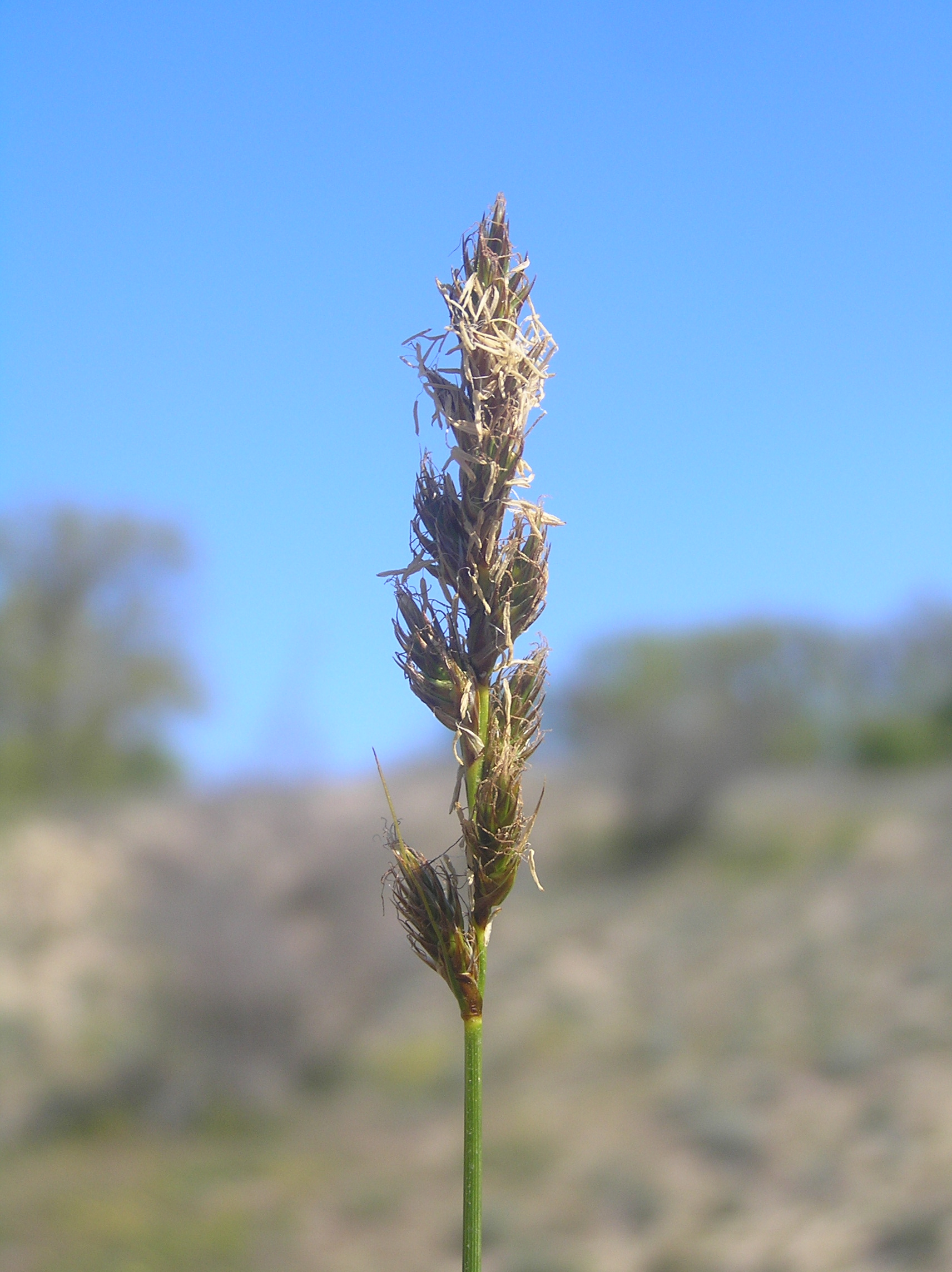
суцвіття
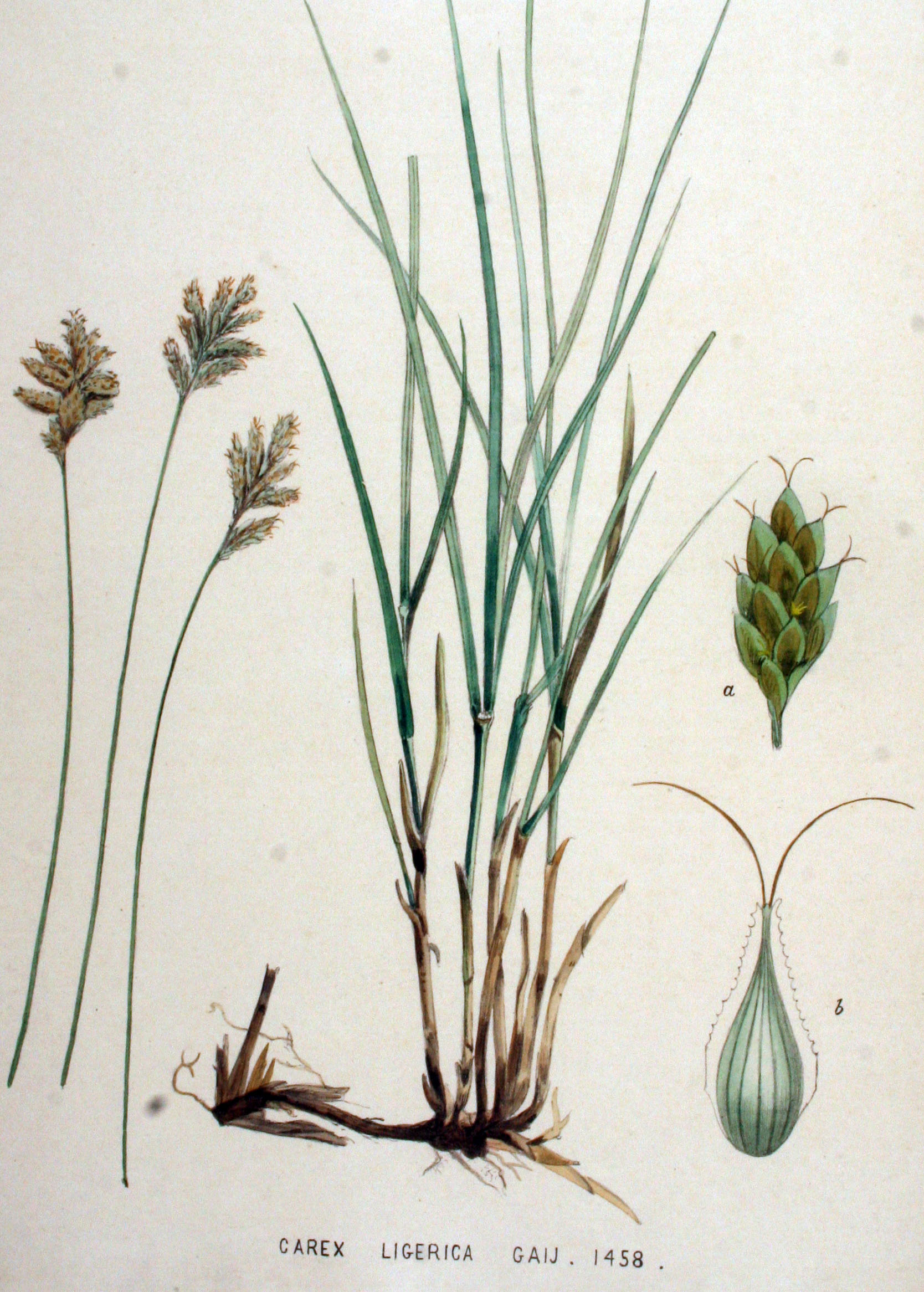
ілюстрація